# Apocheima isfacana
Apocheima isfacana là một loài bướm đêm trong họ Geometridae.